# Pflegepersonalbemessungsverordnung
Die Pflegepersonalbemessungsverordnung (PPBV) der Bundesrepublik Deutschland ist eine Rechtsverordnung, um „eine bedarfsgerechte Pflege von Patientinnen und Patienten sicherzustellen, indem Vorgaben zur Ermittlung der Anzahl der eingesetzten und der auf der Grundlage des Pflegebedarfs einzusetzenden Pflegekräfte erlassen werden. Sie soll außerdem zur Verbesserung der Arbeitsbedingungen der Pflegekräfte im Krankenhaus und damit zur Fachkräftesicherung in diesem Bereich beitragen.“
Die Verordnung gilt für alle bettenführenden Normalstationen der somatischen Versorgung für Erwachsene sowie bettenführende Normal- und Intensivstationen der somatischen Versorgung für Kinder in den nach § 108 SGB V zugelassenen Krankenhäusern.
Kern der Verordnung sind:
1. die Verpflichtung zur Festlegung von SOLL-Personalschlüsseln (Verhältnis von Pflegepersonal zu belegten Betten),
2. die Verpflichtung zur Erhebung der IST-Personalschlüssel,
3. eine Berichtspflicht an das Institut für das Entgeltsystem im Krankenhaus sowie
4. eine Auswertungspflicht der zugesandten Daten durch letzteres.

Die Verordnung enthält umfangreiche Tabellen und Berechnungsschlüssel zur Festlegung und Ermittlung von SOLL- und IST-Werten.